# Phonagnosie
Phonagnosie (von griechisch φώνημα phonema „Stimme“ und αγνώσις agnosis „Agnosie, Nicht-Erkennen“) bezeichnet die Unfähigkeit, die Identität von Personen anhand ihrer Stimme zu erkennen. Man unterscheidet die Phonagnosie als Folge einer Hirnschädigung und die angeborene Phonagnosie.

## Historischer Überblick

Adaptiertes Arbeitsmodell der Personenerkennung nach Bruce und Young (1986), Burton et al. (1990), Neuner und Schweinberger (2000) und von Kriegstein et al. (2008)

Die Phonagnosie ist bis heute in der Wissenschaft kaum untersucht. Der Begriff der Phonagnosie wurde erstmals von Van Lancker und Canter (1982), Neurowissenschaftler aus den USA, benutzt. Sie untersuchten hirngeschädigte Patienten und fanden dabei Defizite in drei Bereichen:
- Einige Patienten hatten Schwierigkeiten, die Identität von Personen anhand ihrer Stimme zu erkennen (Phonagnosie).
- Einige Patienten hatten Schwierigkeiten, die Identität einer bekannten Person anhand ihres Gesichts zu erkennen (Prosopagnosie).
- Einige Patienten hatten Schwierigkeiten, bekannten Personen deren Namen zuzuordnen.

Im Jahr 2009 berichteten britische Wissenschaftler über den ersten Fall einer angeborenen Phonagnosie (Garrido et al., 2009). Dass es eine angeborene Phonagnosie gibt, war lange Zeit vermutet worden, da auch die Prosopagnosie in einer angeborenen und einer erworbenen Form auftritt (McConachie, 1976).
In Leipzig wird zurzeit am Max-Planck-Institut für Kognitions- und Neurowissenschaften eine Testbatterie entwickelt, um die Phonagnosie in Zukunft an deutschsprachigen Probanden diagnostizieren zu können.

## Symptome
Menschen, die eine Phonagnosie haben, können andere Menschen anhand ihrer Stimme nicht erkennen.
KH, eine 60-jährige Managementberaterin mit angeborener Phonagnosie, berichtet, dass sie selbst die Stimme ihrer Tochter am Telefon nicht erkennen könne (Garrido et al., 2009). Dabei hat KH eine normale Hörfähigkeit und Intelligenz. KH ist jedoch in der Lage, Personen an anderen Merkmalen zu erkennen, z. B. am Gesicht.
Die Wahrnehmungsstörung von Stimmen beeinträchtigt vor allem die Kommunikation über das Telefon. KH vermeidet spontane Telefongespräche und nimmt nur vorher vereinbarte Telefonanrufe entgegen. Dabei greift sie auf Erkennensstrategien zurück, die ihr helfen, mit der Wahrnehmungsstörung besser umzugehen.
Vermutlich sind auch andere Bereiche des alltäglichen Lebens beeinträchtigt. Zum Beispiel benötigt man die Fähigkeit zur Stimmenerkennung, wenn man herausfinden möchte, wer sich gerade im Nebenraum unterhält. Auch in Radiointerviews oder Hörspielen ist es hilfreich, die Stimmen den verschiedenen Sprechern zuordnen zu können. Ob es allerdings diese Bereiche sind, mit denen Phonagnosiker Schwierigkeiten haben, ist bisher unklar.
Hervorzuheben ist, dass bei einer phonagnosischen Wahrnehmungsstörung das Erkennen von bekannten Melodien (Amusie) und von Gesichtern bekannter Personen (Prosopagnosie) sowie die Zuordnung von non-verbalen Geräuschen normalerweise nicht gestört sind.

## Typen von Phonagnosie
Genauso wie bei der Prosopagnosie (das ist die Unfähigkeit, Personen anhand ihres Gesichtes zu identifizieren) werden bei der Phonagnosie zwei Typen unterschieden.

### Phonagnosie als Folge einer Hirnschädigung
Van Lancker et al. (1982) untersuchten bei hirngeschädigten Patienten die Fähigkeit zur Stimmerkennung. Sie unterschieden zwei Arten einer gestörten Stimmerkennung:
- die Unfähigkeit, bekannte Stimmen zu erkennen (Phonagnosie)
- die Unfähigkeit, zwei unbekannte Stimmen voneinander zu unterscheiden

Das Erkennen von bekannten Stimmen kann unabhängig von dem Unterscheiden von Stimmen betrachtet werden. Es wird vermutet, dass den zwei Prozessen verschiedene neuroanatomische Strukturen zu Grunde liegen.
Bei der Unfähigkeit, bekannte Stimmen zu erkennen, scheint allein eine Schädigung rechtshemisphärischer Regionen vorzuliegen.
Dagegen kann das Unterscheiden zwischen unbekannten Stimmen gestört sein, wenn Areale der rechten oder der linken Hemisphäre geschädigt sind.

### Angeborene Phonagnosie
Die ersten wissenschaftlichen Untersuchungen zur angeborenen Phonagnosie wurden im Jahr 2009 an der britischen Patientin KH durchgeführt. Sie leidet nicht unter einer neurologischen Erkrankung, hat keine Hirnschäden und verfügt über ein normales Gehör. In einer 2014 von Roswandowitz et al. durchgeführten Studie konnten aus einer Stichprobe zwei ansonsten völlig gesunden Probanden mit angeborener Phonagnosie identifiziert werden. Die Versuchspersonen AS und SP zeigten Defizite in der Stimmerkennung, bei auditorischen und visuellen Kontrolltests sowie in einer neuropsychologischen Begutachtung konnten jedoch keine Auffälligkeiten festgestellt werden. Strukturelle Veränderungen des Gehirns wurden mit einer strukturellen Magnetresonanztomographie ausgeschlossen. Diese Ergebnisse lassen darauf schließen, dass es sich bei angeborener Phonagnosie um eine modalitätsspezifische Entwicklungsstörung handelt, bei der nur die Spracherkennung stark eingeschränkt ist.
Bei den von Garrido et al. (2009) durchgeführten Tests stellte sich heraus, dass KH nicht in der Lage ist, aus den Medien bekannte Stimmen von unbekannten Stimmen zu unterscheiden. Auch nach einer Trainingsphase, in der Stimmen von unbekannten Personen „gelernt“ werden sollten, scheiterte KH an dem Wiedererkennen dieser Stimmen. Die Experimente belegen, dass KH auch ohne eine erworbene neuronale Schädigung Schwierigkeiten mit dem Erkennen von Stimmen hat. Bei den Probanden AS und SP konnten die gleichen Defizite festgestellt werden. Beide zeigten ebenfalls Einschränkungen bei der Einschätzung von Tonhöhe, aber konnten die Klangfarbe korrekt identifizieren.
Im Fall der angeborenen Prosopagnosie ist es den Betroffen häufig nicht bewusst, dass sie Schwierigkeiten mit dem Erkennen von Gesichtern haben. Sie finden dies häufig erst heraus, wenn sie Berichte von Prosopagnosikern lesen. KH dagegen bemerkte sehr früh, dass sie Schwierigkeiten im Erkennen von Stimmen hat. Es ist bislang unklar, inwieweit betroffene Phonagnosiker sich ihrer Wahrnehmungsstörung bewusst sind. Häufig erlernen Phonagnostiker Kompensationsstrategien, zum Beispiel indem sie Kontexthinweise und charakteristische Sprachmuster interpretieren.
Ersten Einschätzungen zufolge liegt die Prävalenz angeborener Phonagnosie bei 0,2 % der deutschsprachigen Population.